# Romániai magyar szamizdat
Romániai magyar szamizdat – A „saját kiadás” jelentésű orosz szót magyarul is használják azoknak a kommunista rendszerekben készült, illegálisan nyomtatott és terjesztett kiadványoknak a jelölésére, amelyek a hivatalos ideológiával szembeszegülve valamely alternatív gondolkodást voltak hivatottak terjeszteni.

## Előzmények
Romániában a magyar nyelvű szamizdat előzményeit közvetlenül a második világháború utáni évekből ismerjük. 1945–46-ban forogtak közkézen és terjedtek másolatokban azok a gúnyversek, amelyeknek szerzői a Magyar Népi Szövetség vezetőit, aktivistáit (Kurkó Gyárfás, Csákány Béla, Balogh Edgár) vették célba. Ilyen volt a Gyergyói Rab István álnéven terjesztett „virágének 1945-ből”, A csákány és a furkó beszélgetése és a Kurkó Gyárfás Csíkországból kezdetű gúnyvers, amelyek a magyar külügyminisztériumban dolgozó diplomaták révén jutottak közgyűjteménybe; vagy a Szabadság a hó alatt címet viselő, írógéppel sokszorosított „erdélyi antológia”, amelynek közzétevője „Mindenféle Közlemér”. Ezekkel egy időben terjedtek a Bözödi György nevéhez kapcsolt „sírversek” a kor ismert közéleti szereplőiről.

## Ellenpontok
Évtizedekkel későbbi, de már a szó mai értelmében vett szamizdat az Ellenpontok, amely a Budapesten 1981 őszén indult Beszélő példájára született. Első száma Nagyváradon készült 1982 márciusában (megtévesztésül 1981. decemberi keltezéssel), kiadásában és terjesztésében Tóth Károly Antal és felesége, továbbá Ara-Kovács Attila és Szőcs Géza vállalt szerepet. Az 1–6. számok írógépen 5–5 példányban készültek, a 6–7. számot már szita-technikával sokszorosították 50 példányban.
Az első szám első lapján megfogalmazottak szerint célja: „…a kelet-európai emberi jogfosztottság – s ezen belül az erdélyi magyarság politikai, gazdasági, kulturális elnyomásának – ismertetése” volt. Összesen 9 száma készült (az utolsó már Magyarországon sokszorosítva), amelyekben feltárták a romániai kommunista diktatúra elnyomó politikáját, bemutatták az erdélyi magyarság valós helyzetét. Emellett a kiadvány a határokon átnyúló antikommunista ellenállás orgánumaként rendszeresen közölt más kelet-európai kommunista országokra vonatkozó írásokat is.
A második szám 1982 áprilisában, a harmadik májusban jelent meg, ez utóbbiban Ara-Kovács Attila Ion Lăncrănjan Cuvînt despre Transilvania (Gondolatok Erdélyről) c. könyvével foglalkozott (Bevezetés a fasizmusba címmel), majd Tóth Károly Antal fordításában bő részleteket közölt belőle. Ugyanebben a számban indult az Ara-Kovács Attila által szerkesztett Állítólag című rovat, benne hivatalosan nem publikált hírekkel; a Cenzúrán innen című rovatban pedig Tamás Gáspár Miklós indította A csöndes Európa című kitekintését. A negyedik szám a vallás és az egyházak kérdését tárgyalta Romániában: Tőkés László A református egyház helyzete címmel közölt tanulmányt, Molnár János a Református Szemlét szemlézte; a szám dokumentumanyagában egy részletet közölt Lévai Jenő Zsidósors Magyarországon című könyvéből a romániai zsidóság ellen a második világháború elején elkövetett pogromokról. Az ötödik számban jelent meg az illegalitásban lévő RKP 1931-ben tartott V. Kongresszusának A nemzetiségi kérdés Romániában és a KRP feladatai című (a hivatalos román párttörténet által mélyen elhallgatott) határozata, a hatodik számban pedig egy részlet Moldován Gergelynek A románság című, 1895-ben megjelent könyvéből. A hetedik szám a kivándorlás témájával foglalkozott, míg a nyolcadik közölte Tóth Károly Antal tiltakozó írását (Memorandum a helsinki értekezlet megállapodásainak betartását ellenőrző madridi konferencia résztvevőihez), amely egy amerikai diplomata segítségével el is jutott a címzettekhez.
Közben az utolsó két számot a Szabad Európa Rádió is ismertette, ami kockázatosabbá tette a szerkesztők tevékenységét. A román állambiztonsági szervek hamarosan nyomára is akadtak a csoportnak, s 1982 novemberében letartóztatták a kiadvány szerkesztőit. A kihallgatások során Ara-Kovács Attila, Szőcs Géza és Tóth Károly Antal egyetemlegesen vállaltak felelősséget a kiadvány publikálásáért. 1983-ban a Securitate lezárta a vizsgálatot, a szerkesztőket pedig kiutasították Romániából.

## Kiáltó Szó
Nyolc év múlva, 1988–89-ben készült el és jelent meg a második romániai magyar szamizdat, a Kiáltó Szó, amelyet Balázs Sándor egyetemi előadótanár szerkesztett és állított elő Kolozsváron. Nyolc megszerkesztett számából összesen kettő jelent meg, a további számok közzététele a Ceauşescu-diktatúra bukása utáni körülmények között szükségtelenné vált.

## Visky Ferenc írásai
Szamizdat jellegű munkának tekinthetők Visky Ferencnek a Bethania-mozgalom szellemiségében fogant írásai (Aszati igék. 1967; Eszter. É. n.), amelyek 1989 előtt házi sokszorosításban és kézi másolatokban terjedtek.